# Космический мазер
Космический мазер — источник вынужденного когерентного микроволнового излучения (мазер), ассоциируемый с каким-либо астрономическим объектом. Чаще всего в качестве источников мазерного излучения регистрируются молекулярные облака (в частности, области ионизированного водорода), кометы, планетарные и звёздные атмосферы.

## История
В 1965 году группой учёных Лаборатории радиоастрономии Калифорнийского университета в Беркли под руководством Х. Уивера при изучении спектров ряда молекулярных облаков (Туманность Ориона, Стрелец B2, туманности W3, W49) были зарегистрированы интенсивные линии излучения с длиной волны λ = 18 см. Так как в то время астрономы ещё не были уверены в возможности существования сложных молекул в космосе, Уивер приписал излучение новому веществу, которое назвал «мистерием» (mysterium; аналогично гелию и «небулию»). Однако довольно быстро различными авторами было установлено, что это излучение соответствовало межзвёздному гидроксилу (OH). Скоро последовали новые открытия: в 1969 году было зарегистрировано излучение молекул воды (H2O), в 1970 — метилового спирта (CH3OH), в 1974 — монооксида кремния (SiO), все они происходили из молекулярных облаков.